# Robin Meisner

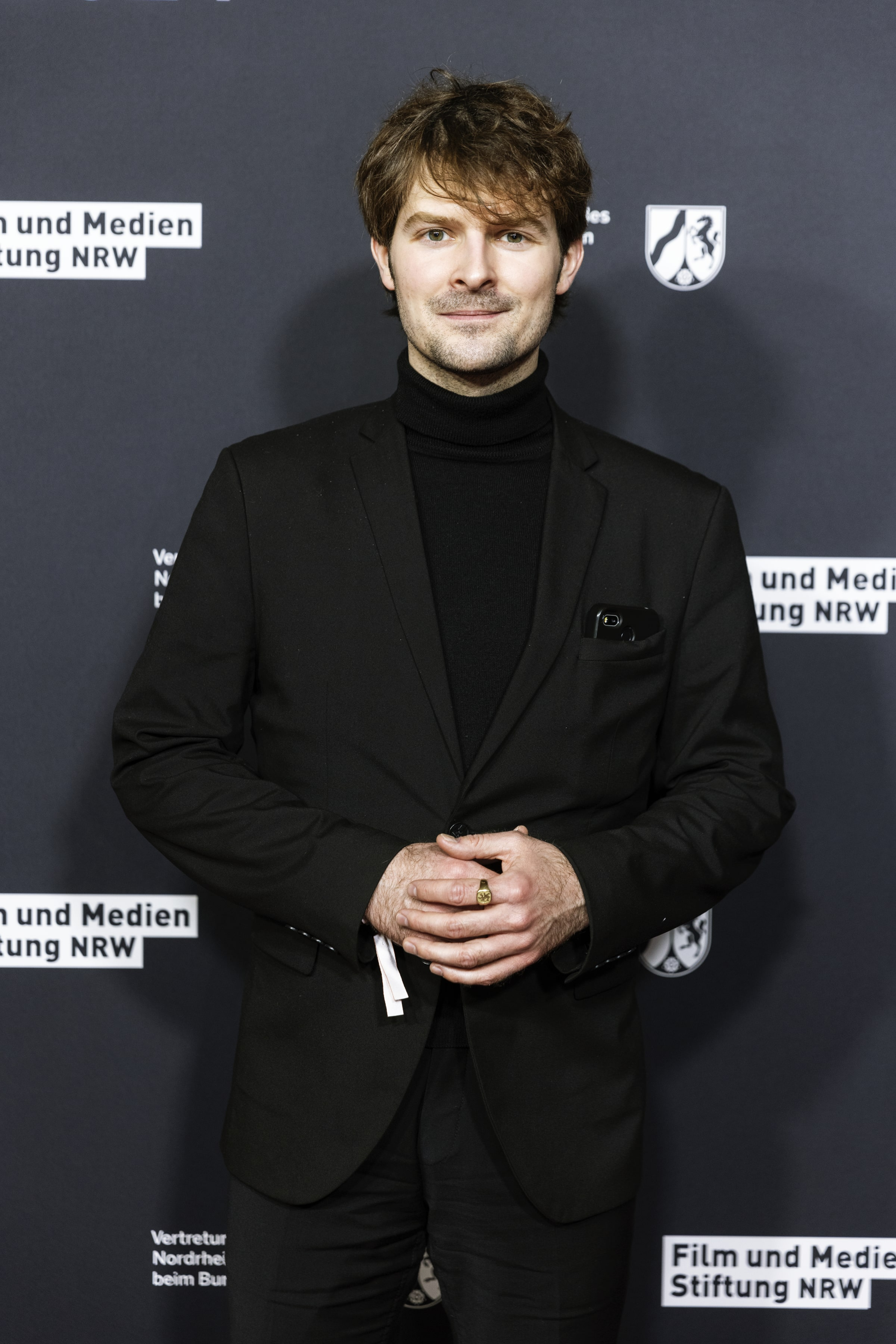
Robin Meisner (2024)

Robin Meisner (* 14. Mai 1993 in Berlin) ist ein deutscher Schauspieler und Filmproduzent.

## Leben
Robin Meisner wurde als Kind tschechischer Eltern in Berlin geboren, wo er in Berlin-Lichterfelde aufwuchs und dort das Willi-Graf-Gymnasium besuchte. Er stand bereits als Kind und als Jugendlicher in verschiedenen Theaterproduktionen auf der Bühne, u. a. an der Schaubühne Berlin, in Regiearbeiten von Thomas Ostermeier und Falk Richter und im Jugendclub des Maxim Gorki Theaters. Nach seinem Abitur (2012) studierte er zunächst Slawistik und Geschichte an der Berliner Humboldt-Universität.
2014 begann er sein Schauspielstudium an der Hochschule für Musik und Theater „Felix Mendelssohn Bartholdy“ in Leipzig, das er im Frühjahr 2018 abschloss. In den Spielzeiten 2016/17 und 2017/18 war er Mitglied des Schauspielstudios am Schauspiel Köln. In der Spielzeit 2018/19 verkörperte er am Schauspiel Köln den Weber Reimann in Die Weber (Regie: Armin Petras). Von 2018/19 bis 2019/20 war er im Festengagement am Pfalztheater Kaiserslautern, wo er 2018 als Werther in Die Leiden des jungen Werthers sein Hausdebüt gab.
Meisner ist außerdem für Film und Fernsehen tätig. Auch hier stand er bereits als Kind und Jugendlicher vor der Fernsehkamera, u. a. in den Kinderserien Löwenzahn und Siebenstein. Ab 2013 folgten regelmäßige Fernsehauftritte.
Im Dezember 2013 war er in der ZDF-Serie Notruf Hafenkante in einer Episodenhauptrolle zu sehen; er spielte den alkoholisierten Jugendlichen Henner Paulsen, der eine Polizistin verletzt, und wenig einen Polizeibeamten beschuldigt, ihn zusammengeschlagen zu haben. Im November 2015 war er in der ZDF-Serie SOKO Wismar ebenfalls in einer Episodenhauptrolle zu sehen; er verkörperte Jonas Petermann, den Enkel einer ermordeten Kapitänswitwe.
In der ARD-Krimireihe Wolfsland (2016) spielte er, an der Seite von Götz Schubert und Yvonne Catterfeld, den tatverdächtigen Stipe. In der ZDF-Fernsehreihe Lena Lorenz hatte er in der im März 2017 erstausgestrahlten Folge Geliehenes Glück eine Nebenrolle; er spielte Marek Cerny, den tschechischen Freund einer hochschwangeren Leihmutter. In der 6. Staffel der TV-Serie In aller Freundschaft – Die jungen Ärzte (2021) übernahm Meisner eine der Episodenhauptrollen als Patient mit einem Fahrradunfall, der möglicherweise an einer Angststörung leidet.
Nachfolgend wurde er Mitglied an der filmArche e.V. in Berlin. Unter dem Dach des Vereins begann er als Produzent erste eigene Filme zu realisieren. 2021 gründete er zusammen mit Benedikt Kohly die Filmproduktion lichtfeldfilm.
Er lebt seit 2020 wieder in Berlin.

## Filmografie (Auswahl)

### Als Schauspieler
- 2004: Löwenzahn (Fernsehserie)
- 2004: Siebenstein (Fernsehserie)
- 2006: Unter den Linden – Das Haus Gravenhorst (Fernsehserie)
- 2012: Aufzug (Kurzfilm)
- 2012: Fünfsechstel (Kurzfilm)
- 2013: Jedes Jahr im Juni (Fernsehfilm)
- 2013: Notruf Hafenkante: In der Falle (Fernsehserie, eine Folge)
- 2014: SOKO Leipzig: Der alte Freund (Fernsehserie, eine Folge)
- 2015: SOKO Wismar: Der letzte Gast (Fernsehserie, eine Folge)
- 2016: Wolfsland: Ewig Dein (Fernsehreihe, eine Folge)
- 2017: Lena Lorenz: Geliehenes Glück (Fernsehreihe, eine Folge)
- 2018: Rentnercops: Es ist alles in Ordnung (Fernsehserie, eine Folge)
- 2020: In aller Freundschaft – Die jungen Ärzte: Trübe Sinne (Fernsehserie, eine Folge)
- 2022: Legal Affairs: Schläfers Bruder (Fernsehserie, eine Folge)
- 2023: WaPo Elbe: Der Feind auf meinem Boot (Fernsehserie, eine Folge)
- 2024: WaPo Berlin: Mord nach Drehschluss (Fernsehserie, eine Folge)
- 2024: Philippika (Spielfilm)

### Als Produzent
- 2021: Sollbruch Berlin Süss (Kurzfilm)
- 2023: G-Moll (Kurzfilm)
- 2024: Rausch auf Zeit

## Theater (Auswahl)

### Als Schauspieler
- 2002–2006: Nora von Ibsen, Regie: Thomas Ostermeier (Schaubühne am Lehniner Platz)
- 2004–2007: Die Verstörung, Regie: Falk Richter (Schaubühne am Lehniner Platz)
- 2004–2007: Unter Eis, Regie: Falk Richter (Schaubühne am Lehniner Platz)
- 2014–2015: Common Ground Reloaded, Regie: Suna Gürler (Maxim-Gorki-Theater, Berlin)
- 2016: Frau Schmitz von Bärfuss, Regie: Rafael Sanchez (Schauspiel Köln)
- 2018: Die Weber von Hauptmann, Regie: Armin Petras (Schauspiel Köln)
- 2018: Die Leiden des jungen Werthers von Goethe, Regie: Harald Demmer (Pfalztheater Kaiserslautern)
- 2019: Ein Volksfeind von Ibsen, Regie: Harald Demmer (Pfalztheater Kaiserslautern)
- 2019: Antigone von Sophokles, Regie: Yvonne Kespohl (Pfalztheater Kaiserslautern)
- 2024: Anna von Ella Hickson, Regie: Walter Meierjohann (Theater und Orchester Neubrandenburg/Neustrelitz)

## Hörspiele und Features (Auswahl)

### Als Sprecher
- 2018: Anarchie der Liebe – Die Familie Bakunin, Regie: Fabian von Freier (Deutschlandfunk)
- 2018: Dorfdisco von Lisa Sommerfeldt, Regie: Susanne Krings (WDR)[11]
- 2019: Ich werde nicht hassen, Regie: Claudia Johanna Leist (WDR)
- 2020: Sechs Koffer von Maxim Biller, Regie: Walter Adler (SWR)
- 2021: Wo die Freiheit wächst, Regie: Claudia Johanna Leist (WDR)
- 2022: Das Spiel von Anne-M. Keßel, Regie: Claudia Johanna Leist (WDR)[12]
- 2023: Slughunters – Jagd auf die Jäger, fünfteilige Serie von Bodo Traber (auch Regie, WDR)[13]
- 2024: Die zwei Gesichter des Januars von Patricia Highsmith, Regie: Claudia Johanna Leist (NDR)
- 2024: Hutchinson Internment Camp, Regie: Michael Hillebrecht (WDR)
- 2025: Haus Vaterland – Die Hörspielserie zu Babylon Berlin von Volker Kutscher, Regie: Benjamin Quabeck (WDR)